# 松井美樹
松井 美樹（まつい よしき、1955年 - ）は、日本の経営学者。横浜国立大学名誉教授。放送大学教授。元オペレーションズマネジメント＆ストラテジー学会会長。

## 人物・経歴
1978年横浜国立大学経営学部管理科学科卒業。1981年一橋大学大学院商学研究科経営学及び会計学専攻修士課程修了。1984年一橋大学大学院商学研究科経営学及び会計学専攻博士後期課程単位取得満期退学、一橋大学商学部助手。
1986年文教大学情報学部講師。1988年横浜国立大学経営学部助教授。1999年横浜国立大学経営学部教授。2003年ウェイク・フォレスト大学バブコック経営大学院客員教授。2007年横浜国立大学ベストティーチャー賞受賞。2013年横浜国立大学国際社会科学研究院経営学専攻教授、オペレーションズマネジメント＆ストラテジー学会会長。2016年日越大学企業管理修士プログラム コ・ダイレクター。2018年放送大学教養学部教授。2020年オペレーションズ・マネジメント＆ストラテジー学会会長。2021年横浜国立大学名誉教授。

## 編著
- 『制度経営学入門 : 経営資源展開への科学的アプローチ』（青山護, 井上正との共編著）中央経済社 1999年
- 『サプライチェーン・マネジメント』放送大学教育振興会 2021年